# Херота
Херо́та (Хорота, Хуарота; в верховье — Большая Херота) — горная река в Адлерском районе города Сочи, впадающая в Чёрное море. Длина — 14 км. Площадь водосборного бассейна — 24,7 км².
Берёт начало из родника в лесном массиве у горы Сахарная Головка. Крупнейший приток — Малая Херота.

## Этимология

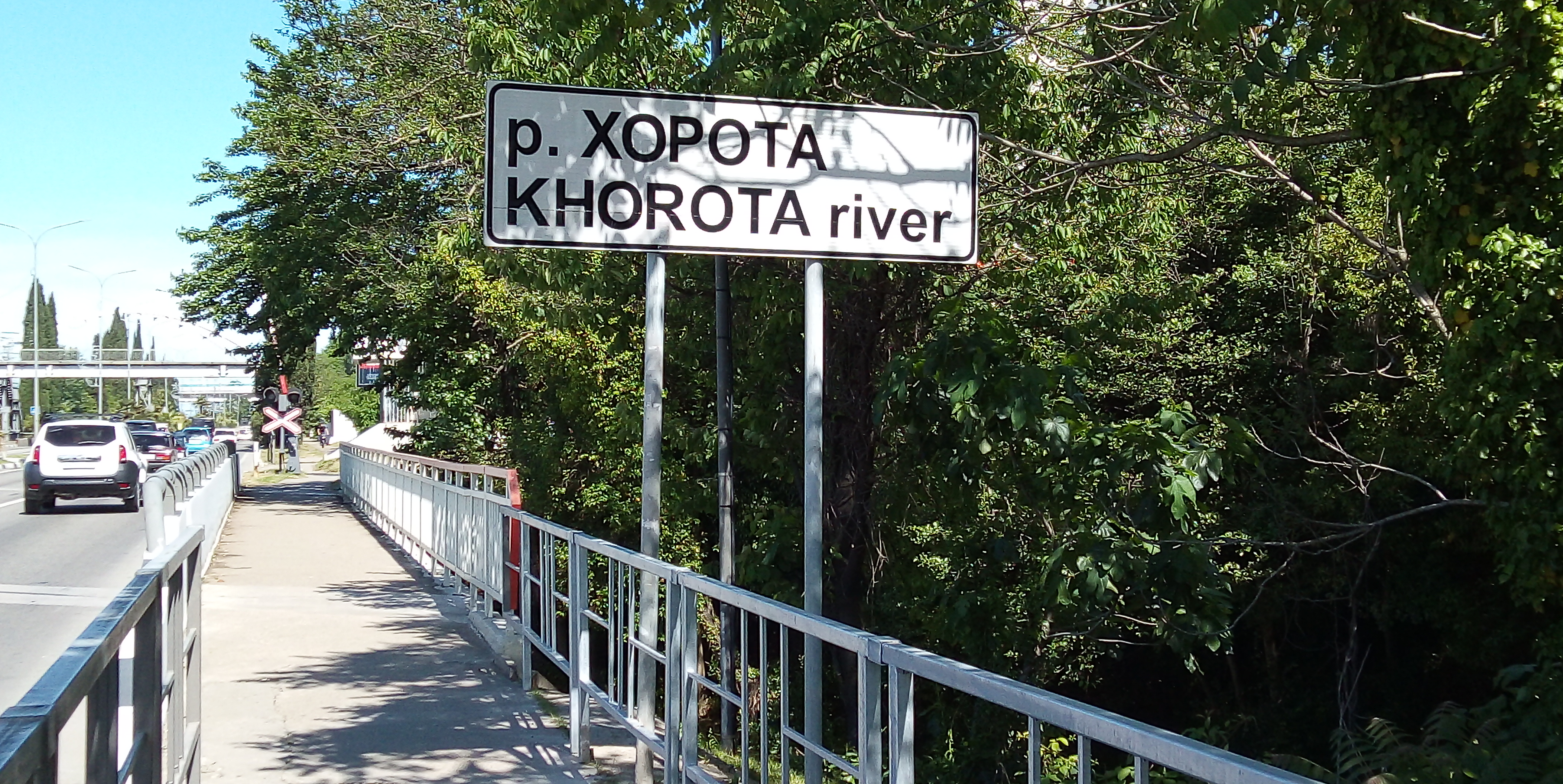
Изменённый дорожный указатель в мае 2020 г.

В литературе встречается топонимическая легенда о происхождении названия реки от номера расквартированной в этом месте роты, написанного римской цифрой — «X-рота». По мнению исследователей название имеет местное, абхазское (садзское) происхождение, о чём говорит географический формант -та (ср. Хоста, Мацеста, Мзымта, Гумиста). Топоним происходит от абх. ха (хабла) — «село» и абхазской фамилии абх. Арютаа, в совокупности означает «село рода Арютаа».
В 2020 году на уровне администрации города Сочи было принято решение о переименовании реки в Хороту по причине неблагозвучности названия и на основании архивных документов, были установлены новые дорожные указатели. Однако позже указатели вернули к прежнему варианту, поскольку исправленное наименование реки ещё не внесено в Государственный каталог географических названий. В 2023 году суд вынес решение о необходимости внесения данных об изменении названия в Государственный каталог географических названий.

## Данные водного реестра
По данным государственного водного реестра России относится к Кубанскому бассейновому округу, водохозяйственный участок реки — реки бассейна Чёрного моря от западной границы бассейна реки Шепси до реки Псоу (граница РФ с Абхазией), речной подбассейн реки — отсутствует. Речной бассейн реки — Реки бассейна Чёрного моря.
В черте города река сильно загрязнена.

## Наводнения
Река периодически выходит из берегов, нанося серьёзный материальный ущерб.
- Начавшийся примерно в 4 утра 25 июня 2015 года проливной дождь, к 12 часам наполнил реку Херота и она вышла из берегов, затопив близлежащие улицы. Уровень воды по улице Гастелло местами достигал 2,7 метра. Водный поток выносил автомобили, части разрушенных строений и различный хлам в сторону адлерского ж/д вокзала и разбрасывал вдоль тротуаров[13].
- 25 октября 2018 года река опять вышла из берегов, затопив близлежащие улицы. Ситуацию усугубляют давно нечищеное русло и низко висящие мосты[14].
- В декабре 2024 года во время сильных дождей, река вновь вышла из берегов затопив дороги и машины[15].

## Галерея

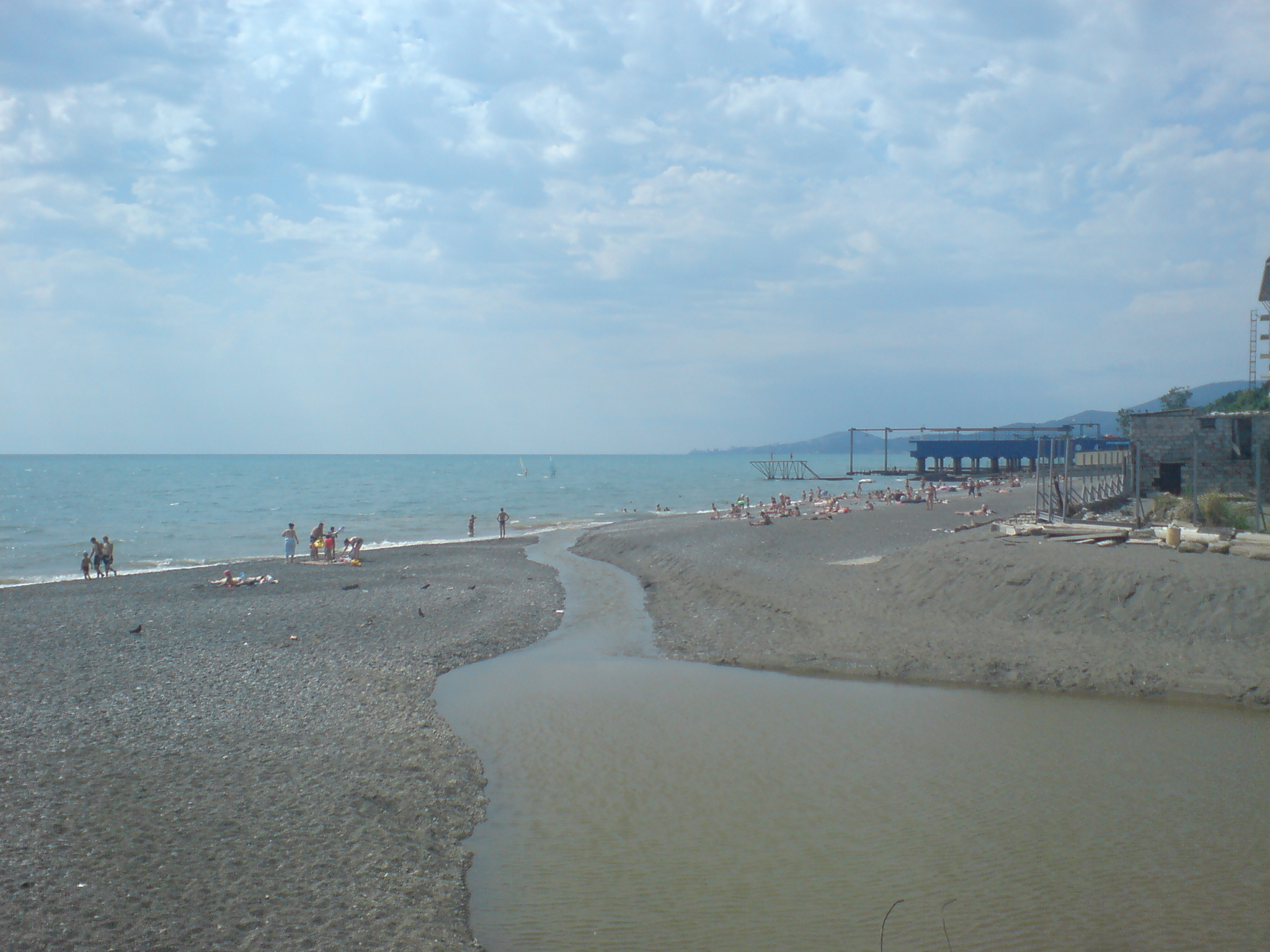
Устье Хероты летом
Вид реки с улицы Ленина в сторону моря, 2015 год
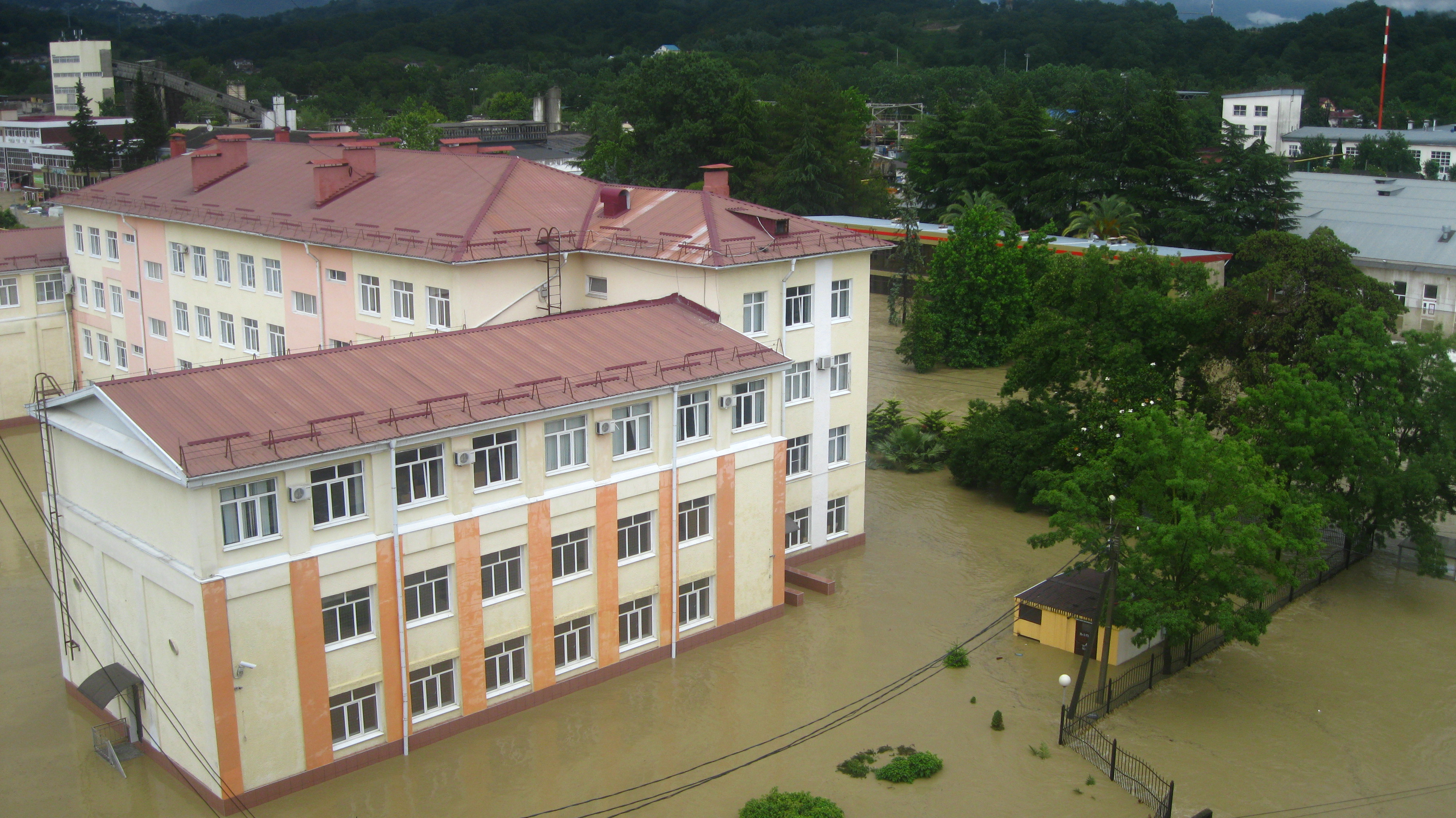
Последствия наводнения 25 июня 2015 года на ул. Гастелло.